# Lozania mutisiana
Lozania mutisiana là một loài thực vật có hoa trong họ Lacistemataceae. Loài này được Schult. mô tả khoa học đầu tiên năm 1824.